# Orsay
Orsay este un oraș în Franța, în departamentul Essonne, în regiunea Île-de-France, la sud-est de Paris. Unul dintre cele mai importante cheiuri ale Senei din Paris și un muzeu de artă situat de-a lungul acestui chei sunt numite după acest oraș.
1. ↑  French National Directory of Representatives, accesat în 15 martie 2019
2. ↑  répertoire géographique des communes, accesat în 26 octombrie 2015
3. ↑  dataset of postal codes in France, 1 octombrie 2018